# Brazilska nacionalna knjižnica
Brazilska nacionalna knjižnica (portugalski: Biblioteca Nacional do Brasil) je najveća knjižnica u Južnoj Americi i sedma po veličinu u svijetu. Nalazi se u gradu Rio de Janeiro na trgu Cinelândia. U njoj je sačuvano oko 9 milijuna knjiga, dokumenata i ostale kulturne baštine.
Uz ostale značajne kolekcije, u njoj se nalazi sačuvana kolekcija fotografija Therze Christine Marie koja uključuje 21.742 fotografije iz 19. stoljeća. Te fotografije je knjižnici ostavio car Pedro II 1891. godine. Kolekcija je uvrštena pod UNESCO-ovu zaštitu kao svjetski značajna i neprocjenjive vrijednosti.

## Vanjske poveznice
- (port.) Službena stranica muzeja